# Tomești (Hunedoara)
Tomești (en hongrois : Tomesd, en allemand : Thomsdorf) est une commune du Județ de Hunedoara en Transylvanie, (Roumanie).